# 弘暻 (淳慎郡王)
淳慎郡王弘暻（穆麟德轉寫：hūng giong；1711年8月24日—1777年8月15日），淳度親王允祐第六子，生母為管領噶爾賽之女側福晉巴爾達氏。淳親王系第二代。

## 生平
康熙五十年（1711年）七月出生。
雍正五年（1727年）四月，淳亲王允祐世子弘曙因愚昧怠惰被革爵，允祐第六子弘暻继为淳親王世子。
雍正八年（1730年）九月，弘暻接替父親成為淳親王第二代，惟因淳親王并非世襲罔替的爵位，他的爵位仅为多羅淳郡王。
乾隆高宗上位後，稱弘暻俱蒙雍正帝眷愛教養，非遠派諸王可比。每日供獻時，著隨同諸王進乾清宮瞻仰世宗梓宮。
乾隆十二年十二月，弘暻多次病而不能赴朝會，而乾隆帝著交宗人府，議察。
乾隆二十七年四月，弘暻多收利租田地，乾隆帝著交宗人府，察議，定罪。
乾隆四十一年（1777年）七月，多羅淳郡王弘暻去世，虛齡六十七歲，由側福晉顏氏所出第八子永鋆襲封淳親王系的第三代，依照大清慣例，永鋆惟需遞降為貝勒襲封。

## 家族

### 妻妾
- 嫡福晉伊爾根覺羅氏，給事中宜可善之女。

- 側福晉富察氏，圖什巴之女。

- 側福晉鄧氏，鄧文錦之女。

- 側福晉顏氏，常福之女。嘉慶八年正月二十二日，為永鋆之母顏氏病故，著賞假百日服孝，永鋆所管印鑰著永哲署理。

- 庶福晉雷氏，佐領雷世俊之女。

- 庶福晉納喇氏，薩爾圖之女。

- 庶福晉張氏，張常勝之女。

- 庶福晉扎庫塔氏，護軍校張忠之女。

- 妾郭氏，郭住之女。

- 妾楊氏，德明之女。

### 女兒
- 長女縣君：中國第一歷史檔案館有藏乾隆七年十二月二十日，禮部《為抄送淳郡王長女縣君聘與吹吉扎爾成婚筵宴照例預備上用桌張一折事致內務府等》。